# Lindelofia micrantha
Lindelofia micrantha är en strävbladig växtart som beskrevs av K. H. Rechinger och Riedl. Lindelofia micrantha ingår i släktet Lindelofia och familjen strävbladiga växter. Inga underarter finns listade i Catalogue of Life.